# Liste der Weltmeister in der Leichtathletik/Medaillengewinner
Diese Liste ist Teil der Liste der Weltmeister in der Leichtathletik. Sie führt sämtliche Medaillengewinner bei Leichtathletik-Weltmeisterschaften auf.

## Wettbewerbe

### 100 m
| Weltmeisterschaften | Weltmeisterschaften | Gold              | Silber            | Bronze                          |
| ------------------- | ------------------- | ----------------- | ----------------- | ------------------------------- |
| 1983                | Helsinki            | Carl Lewis        | Calvin Smith      | Emmit King                      |
| 1987                | Rom                 | Carl Lewis        | Raymond Stewart   | Linford Christie                |
| 1991                | Tokio               | Carl Lewis        | Leroy Burrell     | Dennis Mitchell                 |
| 1993                | Stuttgart           | Linford Christie  | Andre Cason       | Dennis Mitchell                 |
| 1995                | Göteborg            | Donovan Bailey    | Bruny Surin       | Ato Boldon                      |
| 1997                | Athen               | Maurice Greene    | Donovan Bailey    | Tim Montgomery                  |
| 1999                | Sevilla             | Maurice Greene    | Bruny Surin       | Dwain Chambers                  |
| 2001                | Edmonton            | Maurice Greene    | Bernard Williams  | Ato Boldon                      |
| 2003                | Saint-Denis         | Kim Collins       | Darrel Brown      | Darren Campbell                 |
| 2005                | Helsinki            | Justin Gatlin     | Michael Frater    | Kim Collins                     |
| 2007                | Osaka               | Tyson Gay         | Derrick Atkins    | Asafa Powell                    |
| 2009                | Berlin              | Usain Bolt        | Tyson Gay         | Asafa Powell                    |
| 2011                | Daegu               | Yohan Blake       | Walter Dix        | Kim Collins                     |
| 2013                | Moskau              | Usain Bolt        | Justin Gatlin     | Nesta Carter                    |
| 2015                | Peking              | Usain Bolt        | Justin Gatlin     | Trayvon Bromell Andre De Grasse |
| 2017                | London              | Justin Gatlin     | Christian Coleman | Usain Bolt                      |
| 2019                | Doha                | Christian Coleman | Justin Gatlin     | Andre De Grasse                 |
| 2022                | Eugene              | Fred Kerley       | Marvin Bracy      | Trayvon Bromell                 |
| 2023                | Budapest            | Noah Lyles        | Letsile Tebogo    | Zharnel Hughes                  |

### 200 m
| Weltmeisterschaften | Weltmeisterschaften | Gold                  | Silber               | Bronze                     |
| ------------------- | ------------------- | --------------------- | -------------------- | -------------------------- |
| 1983                | Helsinki            | Calvin Smith          | Elliott Quow         | Pietro Mennea              |
| 1987                | Rom                 | Calvin Smith          | Gilles Quénéhervé    | John Regis                 |
| 1991                | Tokio               | Michael Johnson       | Frank Fredericks     | Atlee Mahorn               |
| 1993                | Stuttgart           | Frank Fredericks      | John Regis           | Carl Lewis                 |
| 1995                | Göteborg            | Michael Johnson       | Frank Fredericks     | Jeff Williams              |
| 1997                | Athen               | Ato Boldon            | Frank Fredericks     | Claudinei da Silva         |
| 1999                | Sevilla             | Maurice Greene        | Claudinei da Silva   | Francis Obikwelu           |
| 2001                | Edmonton            | Konstantinos Kenteris | Christopher Williams | Kim Collins Shawn Crawford |
| 2003                | Saint-Denis         | John Capel            | Darvis Patton        | Shingo Suetsugu            |
| 2005                | Helsinki            | Justin Gatlin         | Wallace Spearmon     | John Capel                 |
| 2007                | Osaka               | Tyson Gay             | Usain Bolt           | Wallace Spearmon           |
| 2009                | Berlin              | Usain Bolt            | Alonso Edward        | Wallace Spearmon           |
| 2011                | Daegu               | Usain Bolt            | Walter Dix           | Christophe Lemaitre        |
| 2013                | Moskau              | Usain Bolt            | Warren Weir          | Curtis Mitchell            |
| 2015                | Peking              | Usain Bolt            | Justin Gatlin        | Anaso Jobodwana            |
| 2017                | London              | Ramil Guliyev         | Wayde van Niekerk    | Jereem Richards            |
| 2019                | Doha                | Noah Lyles            | Andre De Grasse      | Álex Quiñónez              |
| 2022                | Eugene              | Noah Lyles            | Kenneth Bednarek     | Erriyon Knighton           |
| 2023                | Budapest            | Noah Lyles            | Erriyon Knighton     | Letsile Tebogo             |

### 400 m
| Weltmeisterschaften | Weltmeisterschaften | Gold              | Silber               | Bronze               |
| ------------------- | ------------------- | ----------------- | -------------------- | -------------------- |
| 1983                | Helsinki            | Bert Cameron      | Michael Franks       | Sunder Nix           |
| 1987                | Rom                 | Thomas Schönlebe  | Innocent Egbunike    | Harry Reynolds       |
| 1991                | Tokio               | Antonio Pettigrew | Roger Black          | Danny Everett        |
| 1993                | Stuttgart           | Michael Johnson   | Harry Reynolds       | Samson Kitur         |
| 1995                | Göteborg            | Michael Johnson   | Harry Reynolds       | Gregory Haughton     |
| 1997                | Athen               | Michael Johnson   | Davis Kamoga         | Tyree Washington     |
| 1999                | Sevilla             | Michael Johnson   | Sanderlei Parrela    | Alejandro Cárdenas   |
| 2001                | Edmonton            | Avard Moncur      | Ingo Schultz         | Gregory Haughton     |
| 2003                | Saint-Denis         | Tyree Washington  | Marc Raquil          | Michael Blackwood    |
| 2005                | Helsinki            | Jeremy Wariner    | Andrew Rock          | Tyler Christopher    |
| 2007                | Osaka               | Jeremy Wariner    | LaShawn Merritt      | Angelo Taylor        |
| 2009                | Berlin              | LaShawn Merritt   | Jeremy Wariner       | Renny Quow           |
| 2011                | Daegu               | Kirani James      | LaShawn Merritt      | Kévin Borlée         |
| 2013                | Moskau              | LaShawn Merritt   | Tony McQuay          | Luguelín Santos      |
| 2015                | Peking              | Wayde van Niekerk | LaShawn Merritt      | Kirani James         |
| 2017                | London              | Wayde van Niekerk | Steven Gardiner      | Abdalelah Haroun     |
| 2019                | Doha                | Steven Gardiner   | Anthony Zambrano     | Fred Kerley          |
| 2022                | Eugene              | Michael Norman    | Kirani James         | Matthew Hudson-Smith |
| 2023                | Budapest            | Antonio Watson    | Matthew Hudson-Smith | Quincy Hall          |

### 800 m
| Weltmeisterschaften | Weltmeisterschaften | Gold                  | Silber               | Bronze                    |
| ------------------- | ------------------- | --------------------- | -------------------- | ------------------------- |
| 1983                | Helsinki            | Willi Wülbeck         | Rob Druppers         | Joaquim Cruz              |
| 1987                | Rom                 | Billy Konchellah      | Peter Elliott        | José Luíz Barbosa         |
| 1991                | Tokio               | Billy Konchellah      | Roger Black          | Danny Everett             |
| 1993                | Stuttgart           | Paul Ruto             | Giuseppe D’Urso      | Billy Konchellah          |
| 1995                | Göteborg            | Wilson Kipketer       | Arthémon Hatungimana | Vebjørn Rodal             |
| 1997                | Athen               | Wilson Kipketer       | Norberto Téllez      | Rich Kenah                |
| 1999                | Sevilla             | Wilson Kipketer       | Hezekiél Sepeng      | Djabir Saïd-Guerni        |
| 2001                | Edmonton            | André Bucher          | Wilfred Bungei       | Paweł Czapiewski          |
| 2003                | Saint-Denis         | Djabir Saïd-Guerni    | Juri Borsakowski     | Mbulaeni Mulaudzi         |
| 2005                | Helsinki            | Rashid Ramzi          | Juri Borsakowski     | William Yiampoy           |
| 2007                | Osaka               | Alfred Kirwa Yego     | Gary Reed            | Juri Borsakowski          |
| 2009                | Berlin              | Mbulaeni Mulaudzi     | Alfred Kirwa Yego    | Yusuf Saad Kamel          |
| 2011                | Daegu               | David Rudisha         | Abubaker Kaki        | Juri Borsakowski          |
| 2013                | Moskau              | Mohammed Aman         | Nick Symmonds        | Ayanleh Souleiman         |
| 2015                | Peking              | David Rudisha         | Adam Kszczot         | Amel Tuka                 |
| 2017                | London              | Pierre-Ambroise Bosse | Adam Kszczot         | Kipyegon Bett             |
| 2019                | Doha                | Donavan Brazier       | Amel Tuka            | Ferguson Cheruiyot Rotich |
| 2022                | Eugene              | Emmanuel Korir        | Djamel Sedjati       | Marco Arop                |
| 2023                | Budapest            | Marco Arop            | Emmanuel Wanyonyi    | Ben Pattison              |

### 1500 m
| Weltmeisterschaften | Weltmeisterschaften | Gold               | Silber             | Bronze               |
| ------------------- | ------------------- | ------------------ | ------------------ | -------------------- |
| 1983                | Helsinki            | Steve Cram         | Steve Scott        | Saïd Aouita          |
| 1987                | Rom                 | Abdi Bile          | José Luis González | Jim Spivey           |
| 1991                | Tokio               | Noureddine Morceli | Wilfred Kirochi    | Hauke Fuhlbrügge     |
| 1993                | Stuttgart           | Noureddine Morceli | Fermín Cacho       | Abdi Bile            |
| 1995                | Göteborg            | Noureddine Morceli | Hicham El Guerrouj | Vénuste Niyongabo    |
| 1997                | Athen               | Hicham El Guerrouj | Fermín Cacho       | Reyes Estévez        |
| 1999                | Sevilla             | Hicham El Guerrouj | Noah Ngeny         | Reyes Estévez        |
| 2001                | Edmonton            | Hicham El Guerrouj | Bernard Lagat      | Driss Maazouzi       |
| 2003                | Saint-Denis         | Hicham El Guerrouj | Mehdi Baala        | Iwan Heschko         |
| 2005                | Helsinki            | Rashid Ramzi       | Adil Kaouch        | Rui Silva            |
| 2007                | Osaka               | Bernard Lagat      | Rashid Ramzi       | Shedrack Kibet Korir |
| 2009                | Berlin              | Yusuf Saad Kamel   | Deresse Mekonnen   | Bernard Lagat        |
| 2011                | Daegu               | Asbel Kiprop       | Silas Kiplagat     | Matthew Centrowitz   |
| 2013                | Moskau              | Asbel Kiprop       | Matthew Centrowitz | Johan Cronje         |
| 2015                | Peking              | Asbel Kiprop       | Elijah Manangoi    | Abdalaati Iguider    |
| 2017                | London              | Elijah Manangoi    | Timothy Cheruiyot  | Filip Ingebrigtsen   |
| 2019                | Doha                | Timothy Cheruiyot  | Taoufik Makhloufi  | Marcin Lewandowski   |
| 2022                | Eugene              | Jake Wightman      | Jakob Ingebrigtsen | Mohamed Katir        |
| 2023                | Budapest            | Josh Kerr          | Jakob Ingebrigtsen | Narve Gilje Nordås   |

### 5000 m
| Weltmeisterschaften | Weltmeisterschaften | Gold               | Silber             | Bronze                |
| ------------------- | ------------------- | ------------------ | ------------------ | --------------------- |
| 1983                | Helsinki            | Eamonn Coghlan     | Werner Schildhauer | Martti Vainio         |
| 1987                | Rom                 | Saïd Aouita        | Domingos Castro    | Jack Buckner          |
| 1991                | Tokio               | Yobes Ondieki      | Fita Bayisa        | Brahim Boutayeb       |
| 1993                | Stuttgart           | Ismael Kirui       | Haile Gebrselassie | Fita Bayisa           |
| 1995                | Göteborg            | Ismael Kirui       | Khalid Boulami     | Shem Kororia          |
| 1997                | Athen               | Daniel Komen       | Khalid Boulami     | Tom Nyariki           |
| 1999                | Sevilla             | Salah Hissou       | Benjamin Limo      | Mohammed Mourhit      |
| 2001                | Edmonton            | Richard Limo       | Million Wolde      | John Kibowen          |
| 2003                | Saint-Denis         | Eliud Kipchoge     | Hicham El Guerrouj | Kenenisa Bekele       |
| 2005                | Helsinki            | Benjamin Limo      | Sileshi Sihine     | Craig Mottram         |
| 2007                | Osaka               | Bernard Lagat      | Eliud Kipchoge     | Moses Kipsiro         |
| 2009                | Berlin              | Kenenisa Bekele    | Bernard Lagat      | James Kwalia          |
| 2011                | Daegu               | Mo Farah           | Bernard Lagat      | Dejen Gebremeskel     |
| 2013                | Moskau              | Mo Farah           | Hagos Gebrhiwet    | Isiah Kiplangat Koech |
| 2015                | Peking              | Mo Farah           | Caleb Ndiku        | Hagos Gebrhiwet       |
| 2017                | London              | Muktar Edris       | Mo Farah           | Paul Chelimo          |
| 2019                | Doha                | Muktar Edris       | Selemon Barega     | Mohammed Ahmed        |
| 2022                | Eugene              | Jakob Ingebrigtsen | Jacob Krop         | Oscar Chelimo         |
| 2023                | Budapest            | Jakob Ingebrigtsen | Mohamed Katir      | Jacob Krop            |

### 10.000 m
| Weltmeisterschaften | Weltmeisterschaften | Gold               | Silber             | Bronze             |
| ------------------- | ------------------- | ------------------ | ------------------ | ------------------ |
| 1983                | Helsinki            | Alberto Cova       | Werner Schildhauer | Hansjörg Kunze     |
| 1987                | Rom                 | Paul Kipkoech      | Francesco Panetta  | Hansjörg Kunze     |
| 1991                | Tokio               | Moses Tanui        | Richard Chelimo    | Khalid Skah        |
| 1993                | Stuttgart           | Haile Gebrselassie | Moses Tanui        | Richard Chelimo    |
| 1995                | Göteborg            | Haile Gebrselassie | Khalid Skah        | Paul Tergat        |
| 1997                | Athen               | Haile Gebrselassie | Paul Tergat        | Salah Hissou       |
| 1999                | Sevilla             | Haile Gebrselassie | Paul Tergat        | Assefa Mezgebu     |
| 2001                | Edmonton            | Charles Kamathi    | Assefa Mezgebu     | Haile Gebrselassie |
| 2003                | Saint-Denis         | Kenenisa Bekele    | Haile Gebrselassie | Sileshi Sihine     |
| 2005                | Helsinki            | Kenenisa Bekele    | Sileshi Sihine     | Moses Mosop        |
| 2007                | Osaka               | Kenenisa Bekele    | Sileshi Sihine     | Martin Mathathi    |
| 2009                | Berlin              | Kenenisa Bekele    | Zersenay Tadese    | Moses Ndiema Masai |
| 2011                | Daegu               | Ibrahim Jeilan     | Mo Farah           | Imane Merga        |
| 2013                | Moskau              | Mo Farah           | Ibrahim Jeilan     | Paul Tanui         |
| 2015                | Peking              | Mo Farah           | Geoffrey Kamworor  | Paul Tanui         |
| 2017                | London              | Mo Farah           | Joshua Cheptegei   | Paul Tanui         |
| 2019                | Doha                | Joshua Cheptegei   | Yomif Kejelcha     | Rhonex Kipruto     |
| 2022                | Eugene              | Joshua Cheptegei   | Stanley Mburu      | Jacob Kiplimo      |
| 2023                | Budapest            | Joshua Cheptegei   | Daniel Ebenyo      | Selemon Barega     |

### Marathon
| Weltmeisterschaften | Weltmeisterschaften | Gold                  | Silber               | Bronze                  |
| ------------------- | ------------------- | --------------------- | -------------------- | ----------------------- |
| 1983                | Helsinki            | Robert de Castella    | Kebede Balcha        | Waldemar Cierpinski     |
| 1987                | Rom                 | Douglas Wakiihuri     | Ahmed Salah          | Gelindo Bordin          |
| 1991                | Tokio               | Hiromi Taniguchi      | Ahmed Salah          | Steve Spence            |
| 1993                | Stuttgart           | Mark Plaatjes         | Luketz Swartbooi     | Bert van Vlaanderen     |
| 1995                | Göteborg            | Martín Fiz            | Dionicio Cerón       | Luíz Antônio dos Santos |
| 1997                | Athen               | Abel Antón            | Martín Fiz           | Steve Moneghetti        |
| 1999                | Sevilla             | Abel Antón            | Vincenzo Modica      | Nobuyuki Satō           |
| 2001                | Edmonton            | Gezahegne Abera       | Simon Biwott         | Stefano Baldini         |
| 2003                | Saint-Denis         | Jaouad Gharib         | Julio Rey            | Stefano Baldini         |
| 2005                | Helsinki            | Jaouad Gharib         | Christopher Isengwe  | Tsuyoshi Ogata          |
| 2007                | Osaka               | Luke Kibet            | Mubarak Hassan Shami | Viktor Röthlin          |
| 2009                | Berlin              | Abel Kirui            | Emmanuel Mutai       | Tsegaye Kebede          |
| 2011                | Daegu               | Abel Kirui            | Vincent Kipruto      | Feyisa Lilesa           |
| 2013                | Moskau              | Stephen Kiprotich     | Lelisa Desisa        | Tadese Tola             |
| 2015                | Peking              | Ghirmay Ghebreslassie | Yemane Tsegay        | Munyo Solomon Mutai     |
| 2017                | London              | Geoffrey Kirui        | Tamirat Tola         | Alphonce Simbu          |
| 2019                | Doha                | Lelisa Desisa         | Mosinet Geremew      | Amos Kipruto            |
| 2022                | Eugene              | Tamirat Tola          | Mosinet Geremew      | Bashir Abdi             |
| 2023                | Budapest            | Victor Kiplangat      | Maru Teferi          | Leul Gebresilase        |

### 110 m Hürden
| Weltmeisterschaften | Weltmeisterschaften | Gold              | Silber            | Bronze                                 |
| ------------------- | ------------------- | ----------------- | ----------------- | -------------------------------------- |
| 1983                | Helsinki            | Greg Foster       | Arto Bryggare     | Willie Gault                           |
| 1987                | Rom                 | Greg Foster       | Jonathan Ridgeon  | Colin Jackson                          |
| 1991                | Tokio               | Greg Foster       | Jack Pierce       | Tony Jarrett                           |
| 1993                | Stuttgart           | Colin Jackson     | Tony Jarrett      | Jack Pierce                            |
| 1995                | Göteborg            | Allen Johnson     | Tony Jarrett      | Roger Kingdom                          |
| 1997                | Athen               | Allen Johnson     | Colin Jackson     | Igor Kováč                             |
| 1999                | Sevilla             | Colin Jackson     | Anier García      | Duane Ross                             |
| 2001                | Edmonton            | Allen Johnson     | Anier García      | Dudley Dorival                         |
| 2003                | Saint-Denis         | Allen Johnson     | Terrence Trammell | Liu Xiang                              |
| 2005                | Helsinki            | Ladji Doucouré    | Liu Xiang         | Allen Johnson                          |
| 2007                | Osaka               | Liu Xiang         | Terrence Trammell | David Payne                            |
| 2009                | Berlin              | Ryan Brathwaite   | Terrence Trammell | David Payne                            |
| 2011                | Daegu               | Jason Richardson  | Liu Xiang         | Andrew Turner                          |
| 2013                | Moskau              | David Oliver      | Ryan Wilson       | Sergei Schubenkow                      |
| 2015                | Peking              | Sergei Schubenkow | Hansle Parchment  | Aries Merritt                          |
| 2017                | London              | Omar McLeod       | Sergei Schubenkow | Balázs Baji                            |
| 2019                | Doha                | Grant Holloway    | Sergei Schubenkow | Pascal Martinot-Lagarde Orlando Ortega |
| 2022                | Eugene              | Grant Holloway    | Trey Cunningham   | Asier Martínez                         |
| 2023                | Budapest            | Grant Holloway    | Hansle Parchment  | Daniel Roberts                         |

### 400 m Hürden
| Weltmeisterschaften | Weltmeisterschaften | Gold              | Silber            | Bronze             |
| ------------------- | ------------------- | ----------------- | ----------------- | ------------------ |
| 1983                | Helsinki            | Edwin Moses       | Harald Schmid     | Alexander Charlow  |
| 1987                | Rom                 | Edwin Moses       | Danny Harris      | Harald Schmid      |
| 1991                | Tokio               | Samuel Matete     | Winthrop Graham   | Kriss Akabusi      |
| 1993                | Stuttgart           | Kevin Young       | Samuel Matete     | Winthrop Graham    |
| 1995                | Göteborg            | Derrick Adkins    | Samuel Matete     | Stéphane Diagana   |
| 1997                | Athen               | Stéphane Diagana  | Llewellyn Herbert | Bryan Bronson      |
| 1999                | Sevilla             | Fabrizio Mori     | Stéphane Diagana  | Marcel Schelbert   |
| 2001                | Edmonton            | Félix Sánchez     | Fabrizio Mori     | Dai Tamesue        |
| 2003                | Saint-Denis         | Félix Sánchez     | Joey Woody        | Periklis Iakovakis |
| 2005                | Helsinki            | Bershawn Jackson  | James Carter      | Dai Tamesue        |
| 2007                | Osaka               | Kerron Clement    | Félix Sánchez     | Marek Plawgo       |
| 2009                | Berlin              | Kerron Clement    | Javier Culson     | Bershawn Jackson   |
| 2011                | Daegu               | David Greene      | Javier Culson     | L. J. van Zyl      |
| 2013                | Moskau              | Jehue Gordon      | Michael Tinsley   | Emir Bekrić        |
| 2015                | Peking              | Nicholas Bett     | Denis Kudrjawzew  | Jeffery Gibson     |
| 2017                | London              | Karsten Warholm   | Yasmani Copello   | Kerron Clement     |
| 2019                | Doha                | Karsten Warholm   | Rai Benjamin      | Abderrahman Samba  |
| 2022                | Eugene              | Alison dos Santos | Rai Benjamin      | Asier Martínez     |
| 2023                | Budapest            | Karsten Warholm   | Kyron McMaster    | Rai Benjamin       |

### 3000 m Hindernis
| Weltmeisterschaften | Weltmeisterschaften | Gold                  | Silber                      | Bronze                      |
| ------------------- | ------------------- | --------------------- | --------------------------- | --------------------------- |
| 1983                | Helsinki            | Patriz Ilg            | Bogusław Mamiński           | Colin Reitz                 |
| 1987                | Rom                 | Francesco Panetta     | Hagen Melzer                | William Van Dijck           |
| 1991                | Tokio               | Moses Kiptanui        | Patrick Sang                | Azzedine Brahmi             |
| 1993                | Stuttgart           | Moses Kiptanui        | Patrick Sang                | Alessandro Lambruschini     |
| 1995                | Göteborg            | Moses Kiptanui        | Christopher Koskei          | Saad Shaddad al-Asmari      |
| 1997                | Athen               | Wilson Boit Kipketer  | Moses Kiptanui              | Bernard Barmasai            |
| 1999                | Sevilla             | Christopher Koskei    | Wilson Boit Kipketer        | Ali Ezzine                  |
| 2001                | Edmonton            | Reuben Kosgei         | Ali Ezzine                  | Bernard Barmasai            |
| 2003                | Saint-Denis         | Saif Saaeed Shaheen   | Ezekiel Kemboi              | Eliseo Martín               |
| 2005                | Helsinki            | Saif Saaeed Shaheen   | Ezekiel Kemboi              | Brimin Kiprop Kipruto       |
| 2007                | Osaka               | Brimin Kiprop Kipruto | Ezekiel Kemboi              | Richard Kipkemboi Mateelong |
| 2009                | Berlin              | Ezekiel Kemboi        | Richard Kipkemboi Mateelong | Bouabdellah Tahri           |
| 2011                | Daegu               | Ezekiel Kemboi        | Brimin Kiprop Kipruto       | Mahiedine Mekhissi          |
| 2013                | Moskau              | Ezekiel Kemboi        | Conseslus Kipruto           | Mahiedine Mekhissi          |
| 2015                | Peking              | Ezekiel Kemboi        | Conseslus Kipruto           | Brimin Kiprop Kipruto       |
| 2017                | London              | Conseslus Kipruto     | Soufiane el-Bakkali         | Evan Jager                  |
| 2019                | Doha                | Conseslus Kipruto     | Lamecha Girma               | Soufiane el-Bakkali         |
| 2022                | Eugene              | Soufiane el-Bakkali   | Lamecha Girma               | Conseslus Kipruto           |
| 2023                | Budapest            | Soufiane el-Bakkali   | Lamecha Girma               | Abraham Kibiwot             |

### 4 × 100 m Staffel
| Weltmeisterschaften | Weltmeisterschaften | Gold                                                                                        | Silber | Bronze                                                                                                 |
| ------------------- | ------------------- | ------------------------------------------------------------------------------------------- | --- | --- |
| 1983                | Helsinki            | Vereinigte Staaten Emmit King Willie Gault Calvin Smith Carl Lewis                          | ItalienStefano Tilli Carlo Simionato Pierfrancesco Pavoni Pietro Mennea                                     | Sowjetunion Andrei Prokofjew Nikolai Sidorow Wladimir Murawjow Wiktor Bryshin                          |
| 1987                | Rom                 | Vereinigte Staaten Lee McRae Lee McNeill Harvey Glance Carl Lewis                           | Sowjetunion Alexander Jewgenjew Wiktor Bryshin Wladimir Murawjow Wladimir Krylow                            | Jamaika John Mair Andrew Smith Clive Wright Raymond Stewart                                            |
| 1991                | Tokio               | Vereinigte Staaten Andre Cason Leroy Burrell Dennis Mitchell Carl Lewis                     | Frankreich Max Morinière Daniel Sangouma Jean-Charles Trouabal Bruno Marie-Rose                             | Vereinigtes Königreich Tony Jarrett John Regis Darren Braithwaite Linford Christie                     |
| 1993                | Stuttgart           | Vereinigte Staaten Jon Drummond Andre Cason Dennis Mitchell Carl Lewis Calvin Smith         | Vereinigtes Königreich Colin Jackson Tony Jarrett John Regis Linford Christie Jason John Darren Braithwaite | Kanada Robert Esmie Glenroy Gilbert Bruny Surin Atlee Mahorn                                           |
| 1995                | Göteborg            | Kanada Donovan Bailey Robert Esmie Glenroy Gilbert Bruny Surin                              | Australien Paul Henderson Tim Jackson Steve Brimacombe Damien Marsh                                         | Italien Giovanni Puggioni Ezio Madonia Angelo Cipolloni Sandro Floris                                  |
| 1997                | Athen               | Kanada Robert Esmie Glenroy Gilbert Bruny Surin Donovan Bailey Carlton Chambers             | Nigeria Osmond Ezinwa Olapade Adeniken Francis Obikwelu Davidson Ezinwa                                     | Vereinigtes Königreich Darren Braithwaite Darren Campbell Douglas Walker Julian Golding Dwain Chambers |
| 1999                | Sevilla             | Vereinigte Staaten Jon Drummond Tim Montgomery Brian Lewis Maurice Greene                   | Vereinigtes Königreich Jason Gardener Darren Campbell Marlon Devonish Dwain Chambers Allyn Condon           | Brasilien Raphael de Oliveira Claudinei da Silva Édson Ribeiro André da Silva                          |
| 2001                | Edmonton            | Südafrika Morné Nagel Corné du Plessis Lee-Roy Newton Mathew Quinn                          | Trinidad und Tobago Marc Burns Ato Boldon Jacey Harper Darrel Brown                                         | Australien Matthew Shirvington Paul Di Bella Steve Brimacombe Adam Basil                               |
| 2003                | Saint-Denis         | Vereinigte Staaten John Capel Bernard Williams Darvis Patton Joshua J. Johnson              | Brasilien Vicente de Lima Édson Ribeiro André da Silva Cláudio Roberto Souza                                | Niederlande Timothy Beck Troy Douglas Patrick van Balkom Caimin Douglas Guus Hoogmoed                  |
| 2005                | Helsinki            | Frankreich Ladji Doucouré Ronald Pognon Eddy De Lépine Luéyi Dovy Oudéré Kankarafou         | Trinidad und Tobago Kevon Pierre Marc Burns Jacey Harper Darrel Brown                                       | Vereinigtes Königreich Jason Gardener Marlon Devonish Christian Malcolm Mark Lewis-Francis             |
| 2007                | Osaka               | Vereinigte Staaten Darvis Patton Wallace Spearmon Tyson Gay Leroy Dixon Rodney Martin       | Jamaika Marvin Anderson Usain Bolt Nesta Carter Asafa Powell Dwight Thomas Steve Mullings                   | Vereinigtes Königreich Christian Malcolm Craig Pickering Marlon Devonish Mark Lewis-Francis            |
| 2009                | Berlin              | Jamaika Steve Mullings Michael Frater Usain Bolt Asafa Powell Dwight Thomas Lerone Clarke   | Trinidad und Tobago Darrel Brown Marc Burns Emmanuel Callender Richard Thompson Keston Bledman              | Vereinigtes Königreich Simeon Williamson Tyrone Edgar Marlon Devonish Harry Aikines-Aryeetey           |
| 2011                | Daegu               | Jamaika Nesta Carter Michael Frater Yohan Blake Usain Bolt Dexter Lee                       | Frankreich Teddy Tinmar Christophe Lemaitre Yannick Lesourd Jimmy Vicaut                                    | St. Kitts und Nevis Jason Rogers Kim Collins Antoine Adams Brijesh Lawrence                            |
| 2013                | Moskau              | Jamaika Nesta Carter Kemar Bailey-Cole Nickel Ashmeade Usain Bolt Warren Weir Oshane Bailey | Vereinigte Staaten Charles Silmon Mike Rodgers Rakieem Salaam Justin Gatlin                                 | Kanada Gavin Smellie Aaron Brown Dontae Richards-Kwok Justyn Warner                                    |
| 2015                | Peking              | Jamaika Nesta Carter Asafa Powell Nickel Ashmeade Usain Bolt Rasheed Dwyer                  | Volksrepublik China Mo Youxue Xie Zhenye Su Bingtian Zhang Peimeng                                          | Kanada Aaron Brown Andre De Grasse Brendon Rodney Justyn Warner                                        |
| 2017                | London              | Vereinigtes Königreich Chijindu Ujah Adam Gemili Daniel Talbot Nethaneel Mitchell-Blake     | Vereinigte Staaten Mike Rodgers Justin Gatlin Jaylen Bacon Christian Coleman BeeJay Lee                     | Japan Shūhei Tada Shōta Iizuka Yoshihide Kiryū Kenji Fujimitsu Asuka Cambridge                         |
| 2019                | Doha                | Vereinigte Staaten Christian Coleman Justin Gatlin Mike Rodgers Noah Lyles Cravon Gillespie | Vereinigtes Königreich Adam Gemili Zharnel Hughes Richard Kilty Nethaneel Mitchell-Blake                    | Japan Shūhei Tada Kirara Shiraishi Yoshihide Kiryū Abdul Hakim Sani Brown Yūki Koike                   |
| 2022                | Eugene              | Kanada Aaron Brown Jerome Blake Brendon Rodney Andre De Grasse                              | Vereinigte Staaten Christian Coleman Noah Lyles Elijah Hall Marvin Bracy                                    | Vereinigtes Königreich Jona Efoloko Zharnel Hughes Nethaneel Mitchell-Blake Reece Prescod Adam Gemili  |
| 2023                | Budapest            | Vereinigte Staaten Christian Coleman Fred Kerley Brandon Carnes Noah Lyles JT Smith         | Italien Roberto Rigali Marcell Jacobs Lorenzo Patta Filippo Tortu                                           | Jamaika Ackeem Blake Oblique Seville Ryiem Forde Rohan Watson                                          |

### 4 × 400 m Staffel
| Weltmeisterschaften | Weltmeisterschaften | Gold | Silber | Bronze                                                                                                  |
| ------------------- | ------------------- | --- | --- | --- |
| 1983                | Helsinki            | Sowjetunion Sergei Lowatschow Aljaksandr Traschtschyla Nikolai Tschernezki Wiktor Markin                                    | BR DeutschlandErwin Skamrahl Jörg Vaihinger Harald Schmid Hartmut Weber Martin Weppler Edgar Nakladal       | Vereinigtes Königreich Ainsley Bennett Garry Cook Todd Bennett Philip Brown Kriss Akabusi               |
| 1987                | Rom                 | Vereinigte Staaten Danny Everett Roddie Haley Antonio McKay Harry Reynolds Michael Franks Raymond Pierre                    | Vereinigtes Königreich Derek Redmond Kriss Akabusi Roger Black Philip Brown Todd Bennett Mark Thomas        | Kuba Leandro Peñalver Agustín Pavó Lázaro Martínez Roberto Hernández                                    |
| 1991                | Tokio               | Vereinigtes Königreich Roger Black Derek Redmond John Regis Kriss Akabusi Ade Mafe Mark Richardson                          | Vereinigte Staaten Andrew Valmon Quincy Watts Danny Everett Antonio Pettigrew Jeff Reynolds Mark Everett    | Jamaika Patrick O’Connor Devon Morris Winthrop Graham Seymour Fagan Howard Burnett                      |
| 1993                | Stuttgart           | Vereinigte Staaten Andrew Valmon Quincy Watts Harry Reynolds Michael Johnson Antonio Pettigrew Derek Mills                  | Kenia Kennedy Ochieng Simon Kemboi Abednego Matilu Samson Kitur                                             | Deutschland Rico Lieder Karsten Just Olaf Hense Thomas Schönlebe                                        |
| 1995                | Göteborg            | Vereinigte Staaten Marlon Ramsey Derek Mills Harry Reynolds Michael Johnson Kevin Lyles Darnell Hall                        | Jamaika Michael McDonald Davian Clarke Danny McFarlane Gregory Haughton Dennis Blake                        | Nigeria Udeme Ekpeyong Kunle Adejuyigbe Jude Monye Sunday Bada                                          |
| 1997                | Athen               | Vereinigtes Königreich Iwan Thomas Roger Black Jamie Baulch Mark Richardson Mark Hylton                                     | Jamaika Michael McDonald Gregory Haughton Danny McFarlane Davian Clarke Linval Laird                        | Polen Tomasz Czubak Piotr Rysiukiewicz Piotr Haczek Robert Maćkowiak                                    |
| 1999                | Sevilla             | Polen Tomasz Czubak Robert Maćkowiak Jacek Bocian Piotr Haczek Piotr Długosielski                                           | Jamaika Michael McDonald Gregory Haughton Danny McFarlane Davian Clarke Paston Coke Omar Brown              | Südafrika Jopie van Oudtshoorn Hendrick Mokganyetsi Adriaan Botha Arnaud Malherbe                       |
| 2001                | Edmonton            | Bahamas Avard Moncur Chris Brown Troy McIntosh Timothy Munnings Carl Oliver                                                 | Jamaika Brandon Simpson Christopher Williams Gregory Haughton Danny McFarlane Michael Blackwood Mario Watts | Polen Rafał Wieruszewski Piotr Haczek Piotr Długosielski Piotr Rysiukiewicz Jacek Bocian                |
| 2003                | Saint-Denis         | Frankreich Leslie Djhone Naman Keïta Stéphane Diagana Marc Raquil Ahmed Douhou                                              | Jamaika Brandon Simpson Danny McFarlane Davian Clarke Michael Blackwood Michael Campbell Lansford Spence    | Bahamas Avard Moncur Dennis Darling Nathaniel McKinney Chris Brown Carl Oliver                          |
| 2005                | Helsinki            | Vereinigte Staaten Andrew Rock Derrick Brew Darold Williamson Jeremy Wariner Miles Smith LaShawn Merritt                    | Bahamas Nathaniel McKinney Avard Moncur Andrae Williams Chris Brown Troy McIntosh                           | Jamaika Sanjay Ayre Brandon Simpson Lansford Spence Davian Clarke Michael Blackwood                     |
| 2007                | Osaka               | Vereinigte Staaten LaShawn Merritt Angelo Taylor Darold Williamson Jeremy Wariner Bershawn Jackson Kerron Clement           | Bahamas Avard Moncur Michael Mathieu Andrae Williams Chris Brown Nathaniel McKinney                         | Polen Marek Plawgo Daniel Dąbrowski Marcin Marciniszyn Kacper Kozłowski Rafał Wieruszewski Witold Bańka |
| 2009                | Berlin              | Vereinigte Staaten Angelo Taylor Jeremy Wariner Kerron Clement LaShawn Merritt Lionel Larry Bershawn Jackson                | Vereinigtes Königreich Conrad Williams Michael Bingham Robert Tobin Martyn Rooney David Greene              | Australien John Steffensen Ben Offereins Tristan Thomas Sean Wroe Joel Milburn                          |
| 2011                | Daegu               | Vereinigte Staaten Greg Nixon Bershawn Jackson Angelo Taylor LaShawn Merritt Jamaal Torrance Michael Berry                  | Südafrika Shane Victor Ofentse Mogawane Willem de Beer L. J. van Zyl Oscar Pistorius                        | Jamaika Allodin Fothergill Jermaine Gonzales Riker Hylton Leford Green Lansford Spence                  |
| 2013                | Moskau              | Vereinigte Staaten David Verburg Tony McQuay Arman Hall LaShawn Merritt James Harris Joshua Mance                           | Jamaika Rusheen McDonald Edino Steele Omar Johnson Javon Francis Javere Bell                                | Vereinigtes Königreich Conrad Williams Martyn Rooney Michael Bingham Nigel Levine Jamie Bowie           |
| 2015                | Peking              | Vereinigte Staaten David Verburg Tony McQuay Bryshon Nellum LaShawn Merritt Kyle Clemons Vernon Norwood                     | Trinidad und Tobago Renny Quow Lalonde Gordon Deon Lendore Machel Cedenio Jarrin Solomon                    | Vereinigtes Königreich Rabah Yousif Delano Williams Jarryd Dunn Martyn Rooney                           |
| 2017                | London              | Trinidad und Tobago Jarrin Solomon Jereem Richards Machel Cedenio Lalonde Gordon Renny Quow                                 | Vereinigte Staaten Wilbert London Gil Roberts Michael Cherry Fred Kerley Bryshon Nellum Tony McQuay         | Vereinigtes Königreich Matthew Hudson-Smith Rabah Yousif Dwayne Cowan Martyn Rooney Jack Green          |
| 2019                | Doha                | Vereinigte Staaten Fred Kerley Michael Cherry Wilbert London Rai Benjamin Tyrell Richard Vernon Norwood Nathan Strother     | Jamaika Akeem Bloomfield Nathon Allen Terry Thomas Demish Gaye Javon Francis                                | Belgien Jonathan Sacoor Robin Vanderbemden Dylan Borlée Kévin Borlée Julien Watrin                      |
| 2022                | Eugene              | Vereinigte Staaten Elija Godwin Michael Norman Bryce Deadmon Champion Allison Trevor Bassitt Vernon Norwood                 | Jamaika Akeem Bloomfield Nathon Allen Jevaughn Powell Christopher Taylor Karayme Bartley Anthony Cox        | Belgien Dylan Borlée Julien Watrin Alexander Doom Kévin Borlée Jonathan Sacoor                          |
| 2023                | Budapest            | Vereinigte Staaten Quincy Hall Vernon Norwood Justin Robinson Rai Benjamin Trevor Bassitt Matthew Boling Christopher Bailey | Frankreich Ludvy Vaillant Gilles Biron David Sombé Téo Andant Loïc Prévot                                   | Vereinigtes Königreich Alex Haydock-Wilson Charlie Dobson Lewis Davey Rio Mitcham                       |

### 20 km Gehen
| Weltmeisterschaften | Weltmeisterschaften | Gold                  | Silber                     | Bronze                |
| ------------------- | ------------------- | --------------------- | -------------------------- | --------------------- |
| 1983                | Helsinki            | Ernesto Canto         | Jozef Pribilinec           | Jewgeni Jewsjukow     |
| 1987                | Rom                 | Maurizio Damilano     | Jozef Pribilinec           | José Marín            |
| 1991                | Tokio               | Maurizio Damilano     | Michail Schtschennikow     | Jauhen Missjulja      |
| 1993                | Stuttgart           | Valentí Massana       | Giovanni De Benedictis     | Daniel Plaza          |
| 1995                | Göteborg            | Michele Didoni        | Valentí Massana            | Jauhen Missjulja      |
| 1997                | Athen               | Daniel García Córdova | Michail Schtschennikow     | Michail Chmelnizki    |
| 1999                | Sevilla             | Ilja Markow           | Jefferson Pérez            | Daniel García Córdova |
| 2001                | Edmonton            | Roman Rasskasow       | Ilja Markow                | Wiktor Burajew        |
| 2003                | Saint-Denis         | Jefferson Pérez       | Francisco Javier Fernández | Roman Rasskasow       |
| 2005                | Helsinki            | Jefferson Pérez       | Francisco Javier Fernández | Juan Manuel Molina    |
| 2007                | Osaka               | Jefferson Pérez       | Francisco Javier Fernández | Hatem Ghoula          |
| 2009                | Berlin              | Wang Hao              | Eder Sánchez               | Giorgio Rubino        |
| 2011                | Daegu               | Luis Fernando López   | Wang Zhen                  | Kim Hyun-sub          |
| 2013                | Moskau              | Chen Ding             | Miguel Ángel López         | João Vieira           |
| 2015                | Peking              | Miguel Ángel López    | Wang Zhen                  | Benjamin Thorne       |
| 2017                | London              | Éider Arévalo         | Sergei Schirobokow         | Caio Bonfim           |
| 2019                | Doha                | Toshikazu Yamanishi   | Wassili Misinow            | Perseus Karlström     |
| 2022                | Eugene              | Toshikazu Yamanishi   | Kōki Ikeda                 | Perseus Karlström     |
| 2023                | Budapest            | Álvaro Martín         | Perseus Karlström          | Caio Bonfim           |

### 35 km Gehen
| Weltmeisterschaften | Weltmeisterschaften | Gold          | Silber          | Bronze            |
| ------------------- | ------------------- | ------------- | --------------- | ----------------- |
| 2022                | Eugene              | Massimo Stano | Masatora Kawano | Perseus Karlström |
| 2023                | Budapest            | Álvaro Martín | Brian Pintado   | Masatora Kawano   |

### Hochsprung
| Weltmeisterschaften | Weltmeisterschaften | Gold                 | Silber                                | Bronze                        |
| ------------------- | ------------------- | -------------------- | ------------------------------------- | ----------------------------- |
| 1983                | Helsinki            | Hennadij Awdjejenko  | Tyke Peacock                          | Zhu Jianhua                   |
| 1987                | Rom                 | Patrik Sjöberg       | Hennadij Awdjejenko Igor Paklin       |                               |
| 1991                | Tokio               | Charles Austin       | Javier Sotomayor                      | Hollis Conway                 |
| 1993                | Stuttgart           | Javier Sotomayor     | Artur Partyka                         | Steve Smith                   |
| 1995                | Göteborg            | Troy Kemp            | Javier Sotomayor                      | Artur Partyka                 |
| 1997                | Athen               | Javier Sotomayor     | Artur Partyka                         | Tim Forsyth                   |
| 1999                | Sevilla             | Wjatscheslaw Woronin | Mark Boswell                          | Martin Buß                    |
| 2001                | Edmonton            | Martin Buß           | Jaroslaw Rybakow Wjatscheslaw Woronin |                               |
| 2003                | Saint-Denis         | Jacques Freitag      | Stefan Holm                           | Mark Boswell                  |
| 2005                | Helsinki            | Jurij Krymarenko     | Víctor Moya Jaroslaw Rybakow          |                               |
| 2007                | Osaka               | Donald Thomas        | Jaroslaw Rybakow                      | Kyriakos Ioannou              |
| 2009                | Berlin              | Jaroslaw Rybakow     | Kyriakos Ioannou                      | Sylwester Bednarek Raúl Spank |
| 2011                | Daegu               | Jesse Williams       | Alexei Dmitrik                        | Trevor Barry                  |
| 2013                | Moskau              | Bohdan Bondarenko    | Mutaz Essa Barshim                    | Derek Drouin                  |
| 2015                | Peking              | Derek Drouin         | Bohdan Bondarenko Zhang Guowei        |                               |
| 2017                | London              | Mutaz Essa Barshim   | Danil Lyssenko                        | Majd Eddin Ghazal             |
| 2019                | Doha                | Mutaz Essa Barshim   | Michail Akimenko                      | Ilja Iwanjuk                  |
| 2022                | Eugene              | Mutaz Essa Barshim   | Woo Sang-hyeok                        | Andrij Prozenko               |
| 2023                | Budapest            | Gianmarco Tamberi    | JuVaughn Harrison                     | Mutaz Essa Barshim            |

### Stabhochsprung
| Weltmeisterschaften | Weltmeisterschaften | Gold                | Silber             | Bronze                                            |
| ------------------- | ------------------- | ------------------- | ------------------ | ------------------------------------------------- |
| 1983                | Helsinki            | Serhij Bubka        | Konstantin Wolkow  | Atanas Tarew                                      |
| 1987                | Rom                 | Serhij Bubka        | Thierry Vigneron   | Rodion Gataullin                                  |
| 1991                | Tokio               | Serhij Bubka        | István Bagyula     | Maxim Tarassow                                    |
| 1993                | Stuttgart           | Serhij Bubka        | Grigori Jegorow    | Maxim Tarassow Igor Trandenkow                    |
| 1995                | Göteborg            | Serhij Bubka        | Maxim Tarassow     | Jean Galfione                                     |
| 1997                | Athen               | Serhij Bubka        | Maxim Tarassow     | Dean Starkey                                      |
| 1999                | Sevilla             | Maxim Tarassow      | Dmitri Markov      | Alexander Awerbuch                                |
| 2001                | Edmonton            | Dmitri Markov       | Alexander Awerbuch | Nick Hysong                                       |
| 2003                | Saint-Denis         | Giuseppe Gibilisco  | Okkert Brits       | Patrik Kristiansson                               |
| 2005                | Helsinki            | Rens Blom           | Brad Walker        | Pawel Gerassimow                                  |
| 2007                | Osaka               | Brad Walker         | Romain Mesnil      | Danny Ecker                                       |
| 2009                | Berlin              | Steve Hooker        | Romain Mesnil      | Renaud Lavillenie                                 |
| 2011                | Daegu               | Paweł Wojciechowski | Lázaro Borges      | Renaud Lavillenie                                 |
| 2013                | Moskau              | Raphael Holzdeppe   | Renaud Lavillenie  | Björn Otto                                        |
| 2015                | Peking              | Shawnacy Barber     | Raphael Holzdeppe  | Renaud Lavillenie Paweł Wojciechowski Piotr Lisek |
| 2017                | London              | Sam Kendricks       | Piotr Lisek        | Renaud Lavillenie                                 |
| 2019                | Doha                | Sam Kendricks       | Armand Duplantis   | Piotr Lisek                                       |
| 2022                | Eugene              | Armand Duplantis    | Christopher Nilsen | Ernest John Obiena                                |
| 2023                | Budapest            | Armand Duplantis    | Ernest John Obiena | Kurtis Marschall Christopher Nilsen               |

### Weitsprung
| Weltmeisterschaften | Weltmeisterschaften | Gold                | Silber                 | Bronze                 |
| ------------------- | ------------------- | ------------------- | ---------------------- | ---------------------- |
| 1983                | Helsinki            | Carl Lewis          | Jason Grimes           | Mike Conley            |
| 1987                | Rom                 | Carl Lewis          | Robert Emmijan         | Larry Myricks          |
| 1991                | Tokio               | Mike Powell         | Carl Lewis             | Larry Myricks          |
| 1993                | Stuttgart           | Mike Powell         | Stanislaw Tarassenko   | Witalij Kyrylenko      |
| 1995                | Göteborg            | Iván Pedroso        | James Beckford         | Mike Powell            |
| 1997                | Athen               | Iván Pedroso        | Erick Walder           | Kirill Sossunow        |
| 1999                | Sevilla             | Iván Pedroso        | Yago Lamela            | Gregor Cankar          |
| 2001                | Edmonton            | Iván Pedroso        | Savanté Stringfellow   | Carlos Calado          |
| 2003                | Saint-Denis         | Dwight Phillips     | James Beckford         | Yago Lamela            |
| 2005                | Helsinki            | Dwight Phillips     | Ignisious Gaisah       | Tommi Evilä            |
| 2007                | Osaka               | Irving Saladino     | Andrew Howe            | Dwight Phillips        |
| 2009                | Berlin              | Dwight Phillips     | Godfrey Khotso Mokoena | Mitchell Watt          |
| 2011                | Daegu               | Dwight Phillips     | Mitchell Watt          | Ngonidzashe Makusha    |
| 2013                | Moskau              | Alexander Menkow    | Ignisious Gaisah       | Luis Rivera            |
| 2015                | Peking              | Greg Rutherford     | Fabrice Lapierre       | Wang Jianan            |
| 2017                | London              | Luvo Manyonga       | Jarrion Lawson         | Ruswahl Samaai         |
| 2019                | Doha                | Tajay Gayle         | Jeff Henderson         | Juan Miguel Echevarría |
| 2022                | Eugene              | Wang Jianan         | Miltiadis Tendoglou    | Simon Ehammer          |
| 2023                | Budapest            | Miltiadis Tendoglou | Wayne Pinnock          | Tajay Gayle            |

### Dreisprung
| Weltmeisterschaften | Weltmeisterschaften | Gold                 | Silber               | Bronze               |
| ------------------- | ------------------- | -------------------- | -------------------- | -------------------- |
| 1983                | Helsinki            | Zdzisław Hoffmann    | Willie Banks         | Ajayi Agbebaku       |
| 1987                | Rom                 | Christo Markow       | Mike Conley          | Oleg Sakirkin        |
| 1991                | Tokio               | Kenny Harrison       | Leonid Woloschin     | Mike Conley          |
| 1993                | Stuttgart           | Mike Conley          | Leonid Woloschin     | Jonathan Edwards     |
| 1995                | Göteborg            | Jonathan Edwards     | Brian Wellman        | Jérôme Romain        |
| 1997                | Athen               | Yoelbi Quesada       | Jonathan Edwards     | Aliecer Urrutia      |
| 1999                | Sevilla             | Charles Friedek      | Rostislaw Dimitrow   | Jonathan Edwards     |
| 2001                | Edmonton            | Jonathan Edwards     | Christian Olsson     | Igor Spassowchodski  |
| 2003                | Saint-Denis         | Christian Olsson     | Yoandri Betanzos     | Leevan Sands         |
| 2005                | Helsinki            | Walter Davis         | Yoandri Betanzos     | Marian Oprea         |
| 2007                | Osaka               | Nelson Évora         | Jadel Gregório       | Walter Davis         |
| 2009                | Berlin              | Phillips Idowu       | Nelson Évora         | Alexis Copello       |
| 2011                | Daegu               | Christian Taylor     | Phillips Idowu       | Will Claye           |
| 2013                | Moskau              | Teddy Tamgho         | Pedro Pichardo       | Will Claye           |
| 2015                | Peking              | Christian Taylor     | Pedro Pichardo       | Nelson Évora         |
| 2017                | London              | Christian Taylor     | Will Claye           | Nelson Évora         |
| 2019                | Doha                | Christian Taylor     | Will Claye           | Hugues Fabrice Zango |
| 2022                | Eugene              | Pedro Pichardo       | Hugues Fabrice Zango | Zhu Yaming           |
| 2023                | Budapest            | Hugues Fabrice Zango | Lázaro Martínez      | Cristian Nápoles     |

### Kugelstoßen
| Weltmeisterschaften | Weltmeisterschaften | Gold                | Silber            | Bronze             |
| ------------------- | ------------------- | ------------------- | ----------------- | ------------------ |
| 1983                | Helsinki            | Edward Sarul        | Ulf Timmermann    | Remigius Machura   |
| 1987                | Rom                 | Werner Günthör      | Alessandro Andrei | John Brenner       |
| 1991                | Tokio               | Werner Günthör      | Lars Arvid Nilsen | Oleksandr Klymenko |
| 1993                | Stuttgart           | Werner Günthör      | Randy Barnes      | Oleksandr Bahatsch |
| 1995                | Göteborg            | John Godina         | Mika Halvari      | Randy Barnes       |
| 1997                | Athen               | John Godina         | Oliver-Sven Buder | Cottrell J. Hunter |
| 1999                | Sevilla             | Cottrell J. Hunter  | Oliver-Sven Buder | Oleksandr Bahatsch |
| 2001                | Edmonton            | John Godina         | Adam Nelson       | Arsi Harju         |
| 2003                | Saint-Denis         | Andrej Michnewitsch | Adam Nelson       | Jurij Bilonoh      |
| 2005                | Helsinki            | Adam Nelson         | Rutger Smith      | Ralf Bartels       |
| 2007                | Osaka               | Reese Hoffa         | Adam Nelson       | Rutger Smith       |
| 2009                | Berlin              | Christian Cantwell  | Tomasz Majewski   | Ralf Bartels       |
| 2011                | Daegu               | David Storl         | Dylan Armstrong   | Christian Cantwell |
| 2013                | Moskau              | David Storl         | Ryan Whiting      | Dylan Armstrong    |
| 2015                | Peking              | Joe Kovacs          | David Storl       | O’Dayne Richards   |
| 2017                | London              | Tom Walsh           | Joe Kovacs        | Stipe Žunić        |
| 2019                | Doha                | Joe Kovacs          | Ryan Crouser      | Tom Walsh          |
| 2022                | Eugene              | Ryan Crouser        | Joe Kovacs        | Josh Awotunde      |
| 2023                | Budapest            | Ryan Crouser        | Leonardo Fabbri   | Joe Kovacs         |

### Diskuswurf
| Weltmeisterschaften | Weltmeisterschaften | Gold               | Silber                    | Bronze              |
| ------------------- | ------------------- | ------------------ | ------------------------- | ------------------- |
| 1983                | Helsinki            | Imrich Bugár       | Luis Delís                | Gejza Valent        |
| 1987                | Rom                 | Jürgen Schult      | John Powell               | Luis Delís          |
| 1991                | Tokio               | Lars Riedel        | Erik de Bruin             | Attila Horváth      |
| 1993                | Stuttgart           | Lars Riedel        | Dmitri Schewtschenko      | Jürgen Schult       |
| 1995                | Göteborg            | Lars Riedel        | Uladsimir Dubrouschtschyk | Wassil Kapzjuch     |
| 1997                | Athen               | Lars Riedel        | Virgilijus Alekna         | Jürgen Schult       |
| 1999                | Sevilla             | Anthony Washington | Jürgen Schult             | Lars Riedel         |
| 2001                | Edmonton            | Lars Riedel        | Virgilijus Alekna         | Michael Möllenbeck  |
| 2003                | Saint-Denis         | Virgilijus Alekna  | Róbert Fazekas            | Wassil Kapzjuch     |
| 2005                | Helsinki            | Virgilijus Alekna  | Gerd Kanter               | Michael Möllenbeck  |
| 2007                | Osaka               | Gerd Kanter        | Robert Harting            | Rutger Smith        |
| 2009                | Berlin              | Robert Harting     | Piotr Małachowski         | Gerd Kanter         |
| 2011                | Daegu               | Robert Harting     | Gerd Kanter               | Ehsan Hadadi        |
| 2013                | Moskau              | Robert Harting     | Piotr Małachowski         | Gerd Kanter         |
| 2015                | Peking              | Piotr Małachowski  | Philip Milanov            | Robert Urbanek      |
| 2017                | London              | Andrius Gudžius    | Daniel Ståhl              | Mason Finley        |
| 2019                | Doha                | Daniel Ståhl       | Fedrick Dacres            | Lukas Weißhaidinger |
| 2022                | Eugene              | Kristjan Čeh       | Mykolas Alekna            | Andrius Gudžius     |
| 2023                | Budapest            | Daniel Ståhl       | Kristjan Čeh              | Mykolas Alekna      |

### Hammerwurf
| Weltmeisterschaften | Weltmeisterschaften | Gold               | Silber             | Bronze                        |
| ------------------- | ------------------- | ------------------ | ------------------ | ----------------------------- |
| 1983                | Helsinki            | Sergei Litwinow    | Jurij Sjedych      | Zdzisław Kwaśny               |
| 1987                | Rom                 | Sergei Litwinow    | Jüri Tamm          | Ralf Haber                    |
| 1991                | Tokio               | Jurij Sjedych      | Ihar Astapkowitsch | Heinz Weis                    |
| 1993                | Stuttgart           | Andrei Abduwalijew | Ihar Astapkowitsch | Tibor Gécsek                  |
| 1995                | Göteborg            | Andrei Abduwalijew | Ihar Astapkowitsch | Tibor Gécsek                  |
| 1997                | Athen               | Heinz Weis         | Andrij Skwaruk     | Wassili Sidorenko             |
| 1999                | Sevilla             | Karsten Kobs       | Zsolt Németh       | Wladyslaw Piskunow            |
| 2001                | Edmonton            | Szymon Ziółkowski  | Kōji Murofushi     | Ilja Konowalow                |
| 2003                | Saint-Denis         | Iwan Zichan        | Adrián Annus       | Kōji Murofushi                |
| 2005                | Helsinki            | vakant             | Szymon Ziółkowski  | Markus Esser                  |
| 2007                | Osaka               | Iwan Zichan        | Primož Kozmus      | Libor Charfreitag             |
| 2009                | Berlin              | Primož Kozmus      | Szymon Ziółkowski  | Alexei Sagorny                |
| 2011                | Daegu               | Kōji Murofushi     | Krisztián Pars     | Primož Kozmus                 |
| 2013                | Moskau              | Paweł Fajdek       | Krisztián Pars     | Lukáš Melich                  |
| 2015                | Peking              | Paweł Fajdek       | Dilschod Nasarow   | Wojciech Nowicki              |
| 2017                | London              | Paweł Fajdek       | Waleri Pronkin     | Wojciech Nowicki              |
| 2019                | Doha                | Paweł Fajdek       | Quentin Bigot      | Bence Halász Wojciech Nowicki |
| 2022                | Eugene              | Paweł Fajdek       | Wojciech Nowicki   | Eivind Henriksen              |
| 2023                | Budapest            | Ethan Katzberg     | Wojciech Nowicki   | Bence Halász                  |

### Speerwurf
| Weltmeisterschaften | Weltmeisterschaften | Gold                | Silber                  | Bronze                  |
| ------------------- | ------------------- | ------------------- | ----------------------- | ----------------------- |
| 1983                | Helsinki            | Detlef Michel       | Tom Petranoff           | Dainis Kūla             |
| 1987                | Rom                 | Seppo Räty          | Wiktor Jewsjukow        | Jan Železný             |
| 1991                | Tokio               | Kimmo Kinnunen      | Seppo Räty              | Uladsimir Sassimowitsch |
| 1993                | Stuttgart           | Jan Železný         | Kimmo Kinnunen          | Mick Hill               |
| 1995                | Göteborg            | Jan Železný         | Steve Backley           | Boris Henry             |
| 1997                | Athen               | Marius Corbett      | Steve Backley           | Konstandinos Gatsioudis |
| 1999                | Sevilla             | Aki Parviainen      | Konstandinos Gatsioudis | Jan Železný             |
| 2001                | Edmonton            | Jan Železný         | Aki Parviainen          | Konstandinos Gatsioudis |
| 2003                | Saint-Denis         | Sergei Makarow      | Andrus Värnik           | Boris Henry             |
| 2005                | Helsinki            | Andrus Värnik       | Andreas Thorkildsen     | Sergei Makarow          |
| 2007                | Osaka               | Tero Pitkämäki      | Andreas Thorkildsen     | Breaux Greer            |
| 2009                | Berlin              | Andreas Thorkildsen | Guillermo Martínez      | Yukifumi Murakami       |
| 2011                | Daegu               | Matthias de Zordo   | Andreas Thorkildsen     | Guillermo Martínez      |
| 2013                | Moskau              | Vítězslav Veselý    | Tero Pitkämäki          | Dmitri Tarabin          |
| 2015                | Peking              | Julius Yego         | Ihab Abdelrahman        | Tero Pitkämäki          |
| 2017                | London              | Johannes Vetter     | Jakub Vadlejch          | Petr Frydrych           |
| 2019                | Doha                | Anderson Peters     | Magnus Kirt             | Johannes Vetter         |
| 2022                | Eugene              | Anderson Peters     | Neeraj Chopra           | Jakub Vadlejch          |
| 2023                | Budapest            | Neeraj Chopra       | Arshad Nadeem           | Jakub Vadlejch          |

### Zehnkampf
| Weltmeisterschaften | Weltmeisterschaften | Gold           | Silber            | Bronze            |
| ------------------- | ------------------- | -------------- | ----------------- | ----------------- |
| 1983                | Helsinki            | Daley Thompson | Jürgen Hingsen    | Siegfried Wentz   |
| 1987                | Rom                 | Torsten Voss   | Siegfried Wentz   | Pawlo Tarnowezkyj |
| 1991                | Tokio               | Dan O’Brien    | Mike Smith        | Christian Schenk  |
| 1993                | Stuttgart           | Dan O’Brien    | Eduard Hämäläinen | Paul Meier        |
| 1995                | Göteborg            | Dan O’Brien    | Eduard Hämäläinen | Mike Smith        |
| 1997                | Athen               | Tomáš Dvořák   | Eduard Hämäläinen | Frank Busemann    |
| 1999                | Sevilla             | Tomáš Dvořák   | Dean Macey        | Chris Huffins     |
| 2001                | Edmonton            | Tomáš Dvořák   | Erki Nool         | Dean Macey        |
| 2003                | Saint-Denis         | Tom Pappas     | Roman Šebrle      | Dmitri Karpow     |
| 2005                | Helsinki            | Bryan Clay     | Roman Šebrle      | Attila Zsivoczky  |
| 2007                | Osaka               | Roman Šebrle   | Maurice Smith     | Dmitri Karpow     |
| 2009                | Berlin              | Trey Hardee    | Leonel Suárez     | Oleksij Kasjanow  |
| 2011                | Daegu               | Trey Hardee    | Ashton Eaton      | Leonel Suárez     |
| 2013                | Moskau              | Ashton Eaton   | Michael Schrader  | Damian Warner     |
| 2015                | Peking              | Ashton Eaton   | Damian Warner     | Rico Freimuth     |
| 2017                | London              | Kevin Mayer    | Rico Freimuth     | Kai Kazmirek      |
| 2019                | Doha                | Niklas Kaul    | Maicel Uibo       | Damian Warner     |
| 2022                | Eugene              | Kevin Mayer    | Pierce LePage     | Zach Ziemek       |
| 2023                | Budapest            | Pierce LePage  | Damian Warner     | Lindon Victor     |

## Nicht mehr ausgetragene Wettbewerbe

### 50 km Gehen
| Weltmeisterschaften | Weltmeisterschaften | Gold                 | Silber              | Bronze                 |
| ------------------- | ------------------- | -------------------- | ------------------- | ---------------------- |
| 1976                | Malmö               | Weniamin Soldatenko  | Enrique Vera        | Reima Salonen          |
| 1983                | Helsinki            | Ronald Weigel        | José Marín          | Sergei Jung            |
| 1987                | Rom                 | Hartwig Gauder       | Ronald Weigel       | Wjatscheslaw Iwanenko  |
| 1991                | Tokio               | Aljaksandr Pataschou | Andrei Perlow       | Hartwig Gauder         |
| 1993                | Stuttgart           | Jesús Ángel García   | Valentin Kononen    | Waleri Spizyn          |
| 1995                | Göteborg            | Valentin Kononen     | Giovanni Perricelli | Robert Korzeniowski    |
| 1997                | Athen               | Robert Korzeniowski  | Jesús Ángel García  | Miguel Ángel Rodríguez |
| 1999                | Sevilla             | Ivano Brugnetti      | Nikolai Matjuchin   | Curt Clausen           |
| 2001                | Edmonton            | Robert Korzeniowski  | Jesús Ángel García  | Edgar Hernández        |
| 2003                | Saint-Denis         | Robert Korzeniowski  | German Skurygin     | Andreas Erm            |
| 2005                | Helsinki            | Sergei Kirdjapkin    | Alexei Wojewodin    | Alex Schwazer          |
| 2007                | Osaka               | Nathan Deakes        | Yohann Diniz        | Alex Schwazer          |
| 2009                | Berlin              | Trond Nymark         | Jesús Ángel García  | Grzegorz Sudoł         |
| 2011                | Daegu               | Denis Nischegorodow  | Jared Tallent       | Si Tianfeng            |
| 2013                | Moskau              | Robert Heffernan     | Jared Tallent       | Ihor Hlawan            |
| 2015                | Peking              | Matej Tóth           | Jared Tallent       | Takayuki Tanii         |
| 2017                | London              | Yohann Diniz         | Hirooki Arai        | Kai Kobayashi          |
| 2019                | Doha                | Yūsuke Suzuki        | João Vieira         | Evan Dunfee            |